# Nowzar
Nowzar (persisch نوذر, DMG Nauẕar, auch Nōδar) ist eine Gestalt der persischen   Mythologie. Er ist der Sohn von Manutschehr und der zweite König des heroischen Zeitalters. Er wird im achten Buch von Firdausis „Schāhnāme“ beschrieben. 

## Nowzar in der Avesta
In der Avesta wird Nowzar als Krieger und Held gefeiert. Spätere Krieger berufen sich auf Nowzar und werden daher auch Nowzarian genannt.

## Nowzar in Schahname – Sage VIII

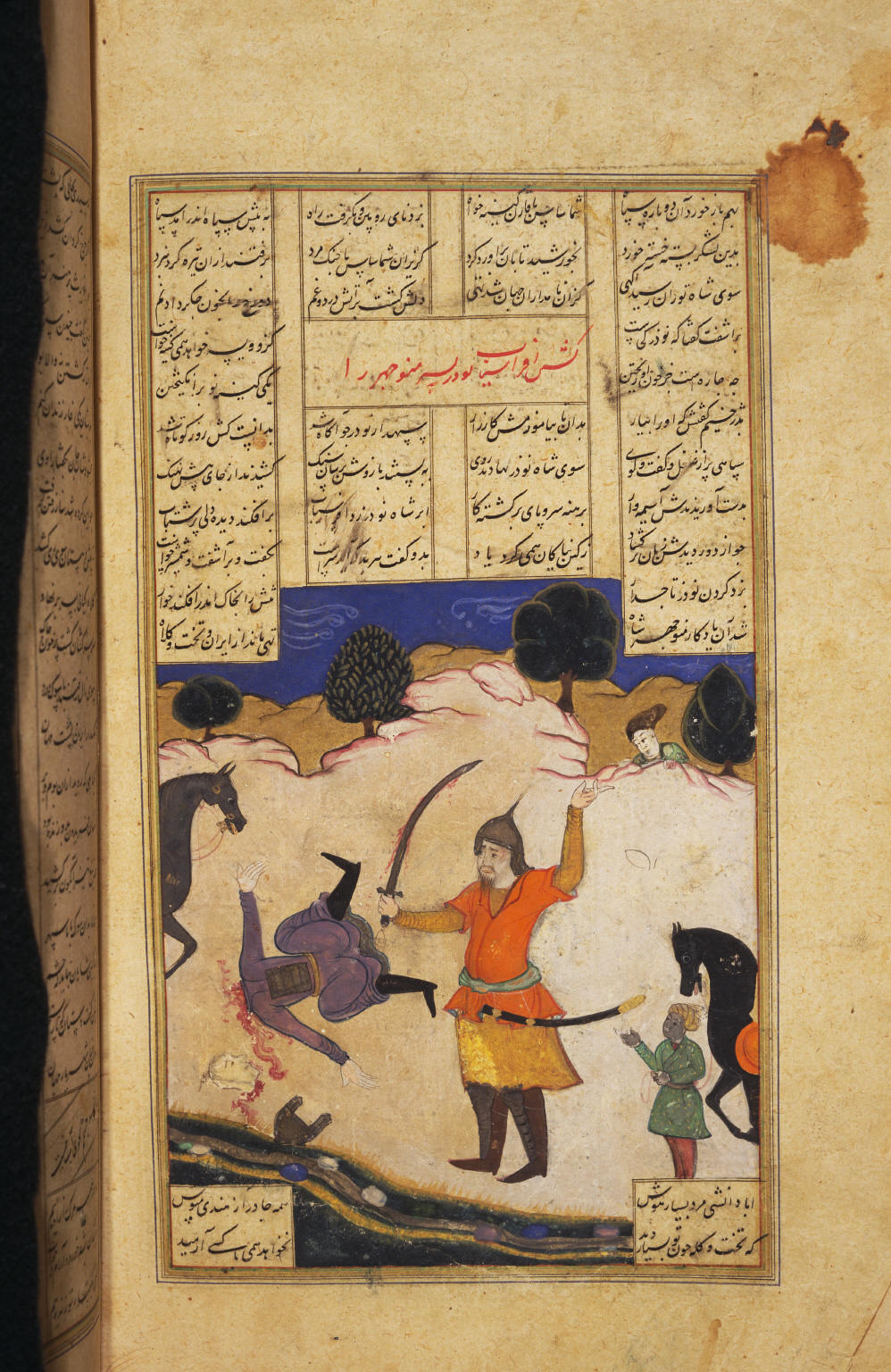
Afrasiab tötet Nowzar

Nowzar, bei Rückert Naudher, wird nach dem Tod seines Vaters Manutschehr Schah von Iran. Nowzar erweist sich als korrupter Herrscher: 

„Den Leuten bewies er sich nicht hold,
sein Herz war der Sklave von Schatz und Gold.“

Die Bauern, Bürger und Fürsten von Iran organisieren einen Aufstand gegen Nowzar. Dem von Nowzar herbeigerufenen Sam, Fürst von Mazandaran, gelingt es allerdings, die Aufständischen zu beruhigen und Nowzar als ihren rechtmäßigen Schah wieder anzuerkennen. 
Als Paschang, der König von Turan, von Manutschers Tod erfährt, rüstet er für den Krieg gegen Nowzar. Paschangs Sohn Afrasiab führt das Heer gegen Nowraz an. Es kommt zu drei Schlachten, an deren Ende Nowzar von Afrasiab gefangen genommen und getötet wird. 
Die Herrschaft von Nowzar dauerte nur acht Jahre. Nowzar hatte einen Sohn mit Namen Tūs.